# Stridsvagn fm/28

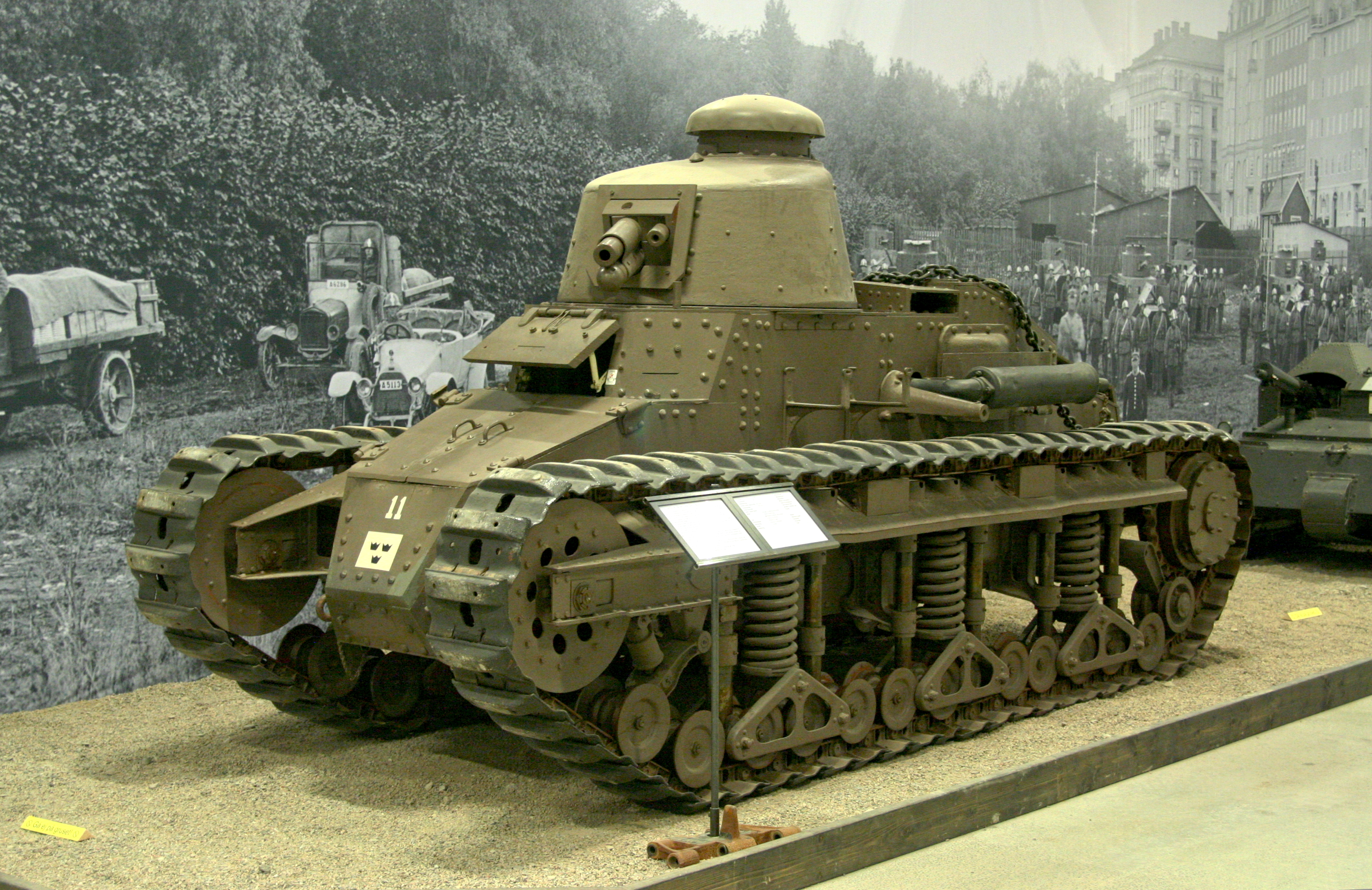
Stridsvagn fm/28 (Renault NC) på Försvarsfordonsmuseet Arsenalen i Strängnäs.

Stridsvagn försöksmodell 1928 (militärförkortning: strv fm/28) är den svenska beteckningen för den franska stridsvagnen Renault NC-27 som kom att köpas in i ett försöksexemplar 1928. Vagnen skulle ersätta en tidigare fransk försöksvagn "Putte" som var av modell Renault FT-17, ungefär samma vagn som NC-27 fast med äldre upphängning.
Vagnen överlever, den enda återstående Renault NC, och finns idag att beskåda på Försvarsfordonsmuseet Arsenalen i Strängnäs.

## Renault FT (strv Putte)

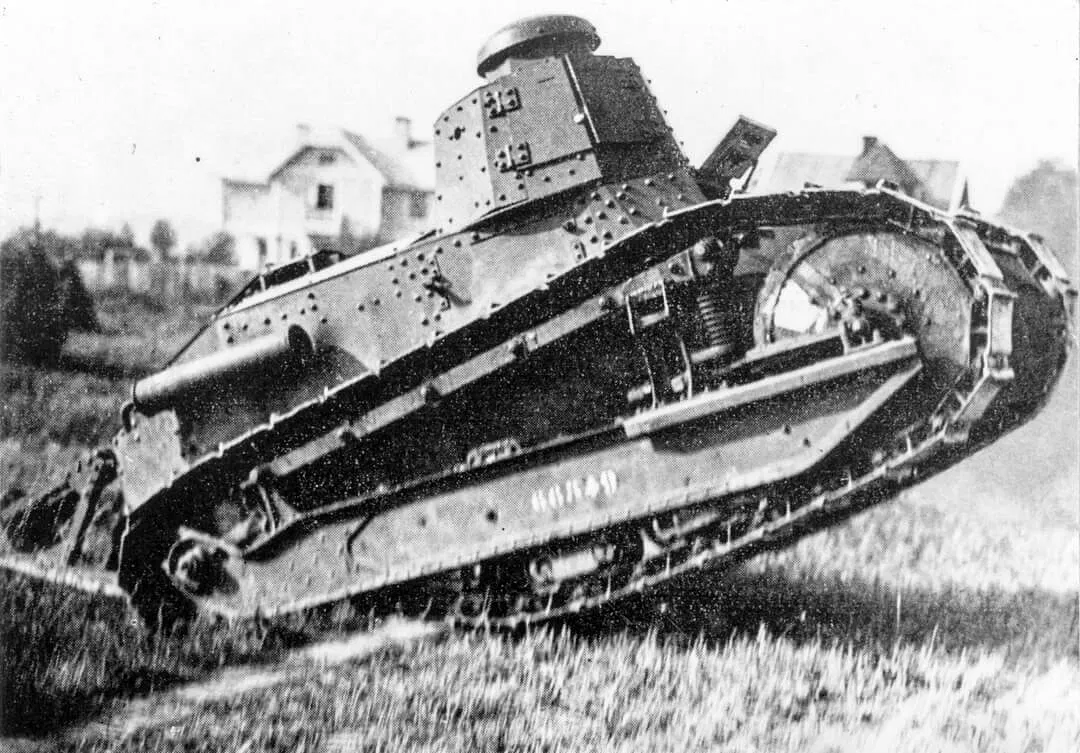
Stridsvagnen "Putte" (Renault FT) under försök i Sverige.

Efter första världskriget blev det intressant för Sverige att köpa in stridsvagnar som kommit att visa sitt värde under kriget, samt olika former av pansarvärn i syfte att bekämpa dessa. År 1921 köptes därför en fransk 6 ton Renault FT med 37 mm Puteaux SA-18 stridsvagnskanon som försöksvagn vilken fick namnet Putte, kanske på grund av sin storlek eller på grund av att den var utrustad med en 37 mm SA-18 kanon från "Puteaux". Till vagnen köptes även 200 37 mm skott. Priset var 115 000 franc (ca 37000 kr).
Det går många skrönor om vagnen, såsom att den vid leverans till Sverige skulle varit rejält sliten och att den skall ha haft kulhål efter att ha deltagit i strid under första världskriget. Svensk pansarhistorisk förening (SPHF) anger detta som en skröna då vagnen är producerad efter kriget. Vagnen tillverkades 23 juni 1920 och den besiktades 10 maj 1921 i Gien, Frankrike. Underredet har nummer 66549 och tornet 575. Det har historiskt även antagits att vagnen inköptes 1923 men detta bygger på att vagnen först dök upp i tillgängligt källmaterial 1923 och har därför trotts ha inköpts vid detta tillfälle. I samma veva har det därför antagits att stridsvagn fm/21 (ursprungligen betecknad pansarvagn fm/22, ”försöksmodell 1922”) var Sveriges första stridsvagn men denna kom något senare.
Efter ständiga motorproblem beslutade man sig i augusti 1926 för att kassera "Putte" som kom att användas som artillerimål. Under skjutningarna visade det sig att det franska pansaret var betydligt bättre än det svenskproducerade, vilket kom att driva på utvecklingen av svenskt pansar. Kanonen från vagnen togs till vara och utprovades på bland annat stridsvagn fm/21 och pansarbil fm/26 som byggdes vid Tidaholms bruk 1926.

## Renault NC (strv fm/28)

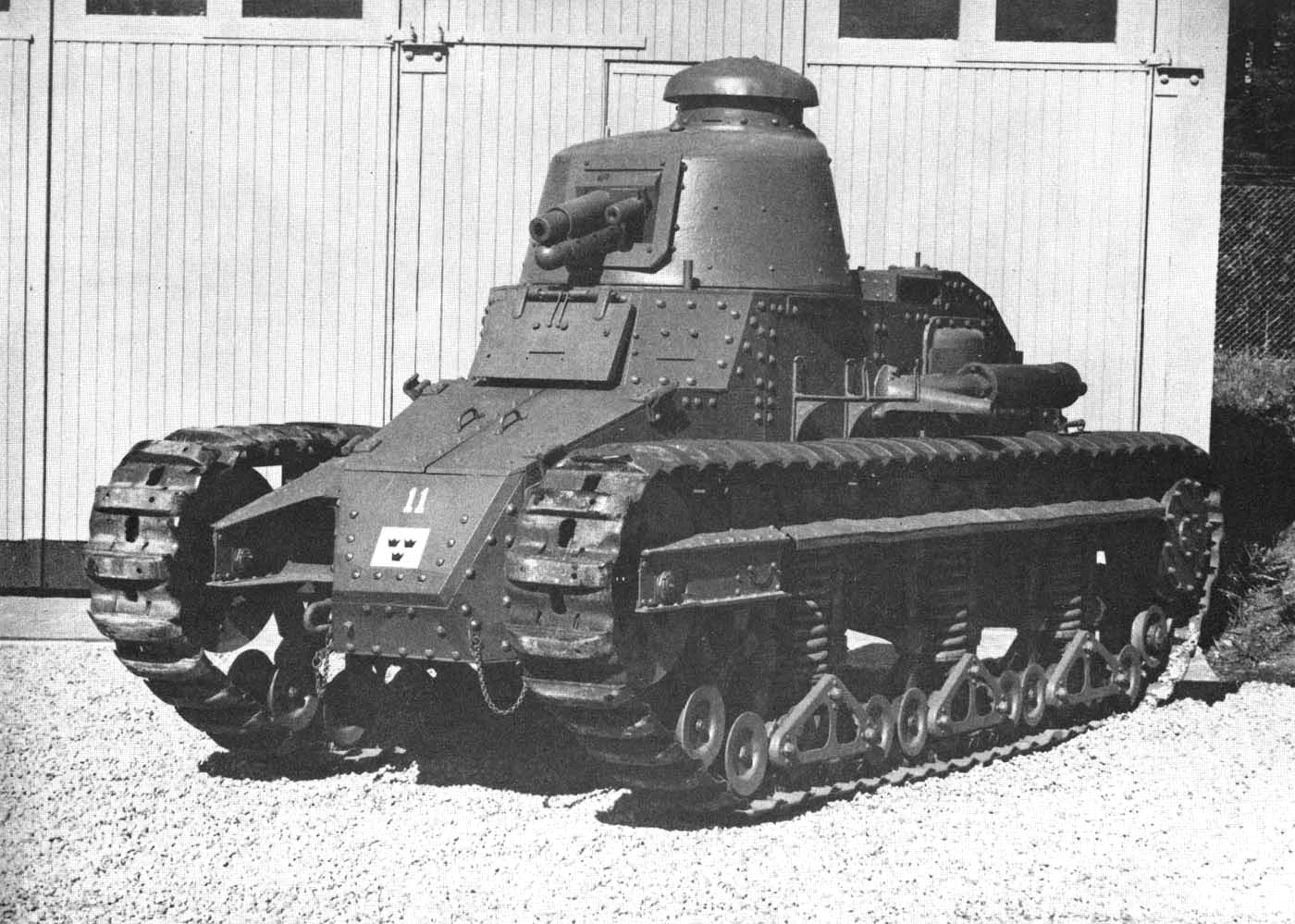
Stridsvagn fm/28 utställd.

Som ersättning för "Putte" beviljades i januari 1928 anslag för inköp av en ny stridsvagn. Även denna var av Renaults fabrikat, en vidareutveckling av FT kallad NC-27. I Sverige fick den beteckningen stridsvagn fm/28.
Jämte Renault FT hade stridsvagn fm/28 den gamla Renaultmotorn på 39 hästkrafter utbytt mot en på 60 hästkrafter och skyddet aningen förbättrat med 34 millimeter pansar i fronten resulterande i en viktökning från 6,7 till 8,5 ton. Bestyckning bestod av samma 37 mm SA-18 Puteauxkanon som enda beväpning.
Chefsmekaniker Dahlman som studerat stridsvagnens ritningar dömde ut den redan innan vagnen kommit till Sverige. Hans farhågor kom att besannas då vagnen kom fram. Motorn hade stora driftsproblem och särskilt växellådan gick sönder gång på gång. Det visade sig även att vagnen inte var anpassad för svensk terräng och att banden hade mycket svårt att få fäste.

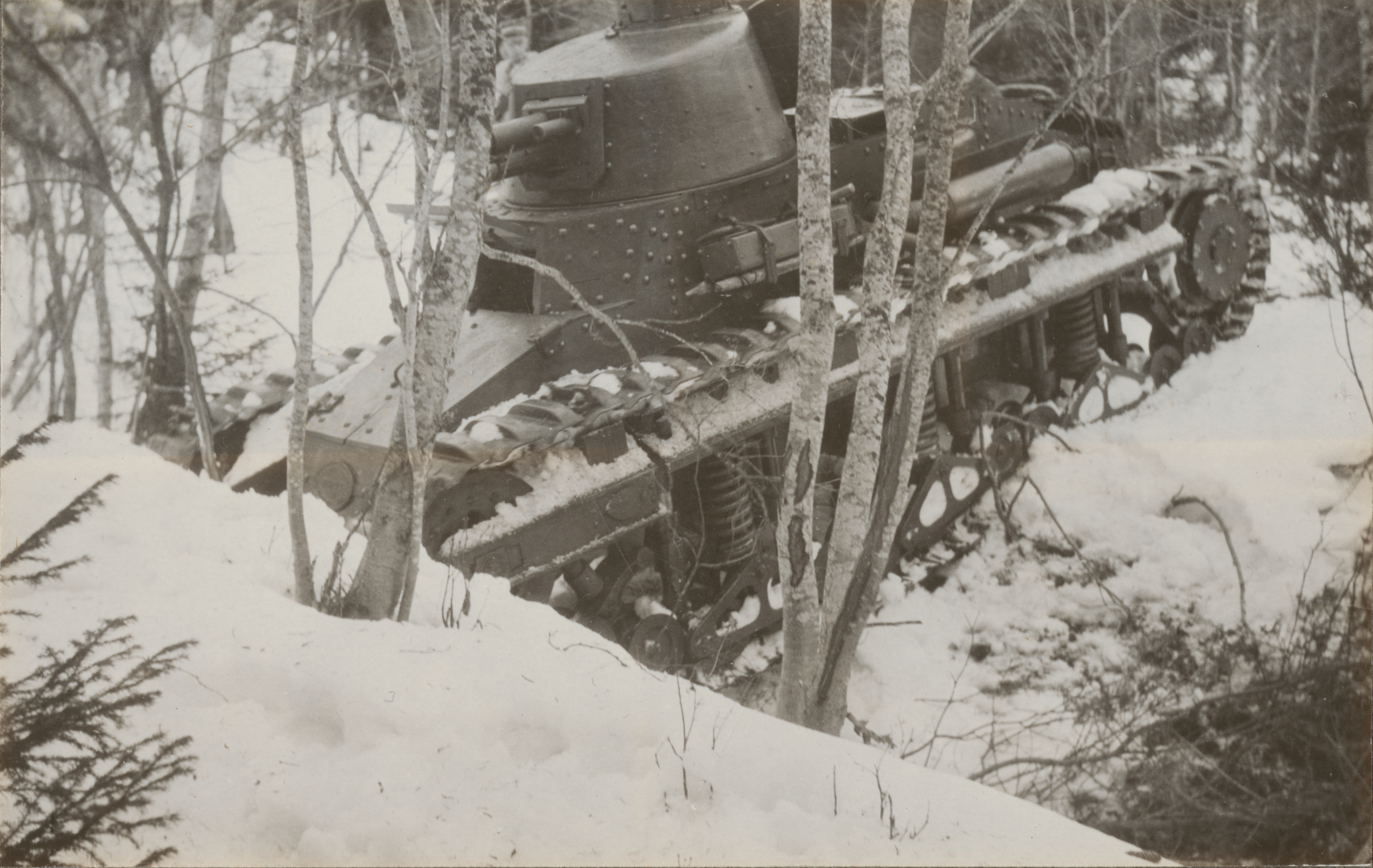
Försök i vinterterräng
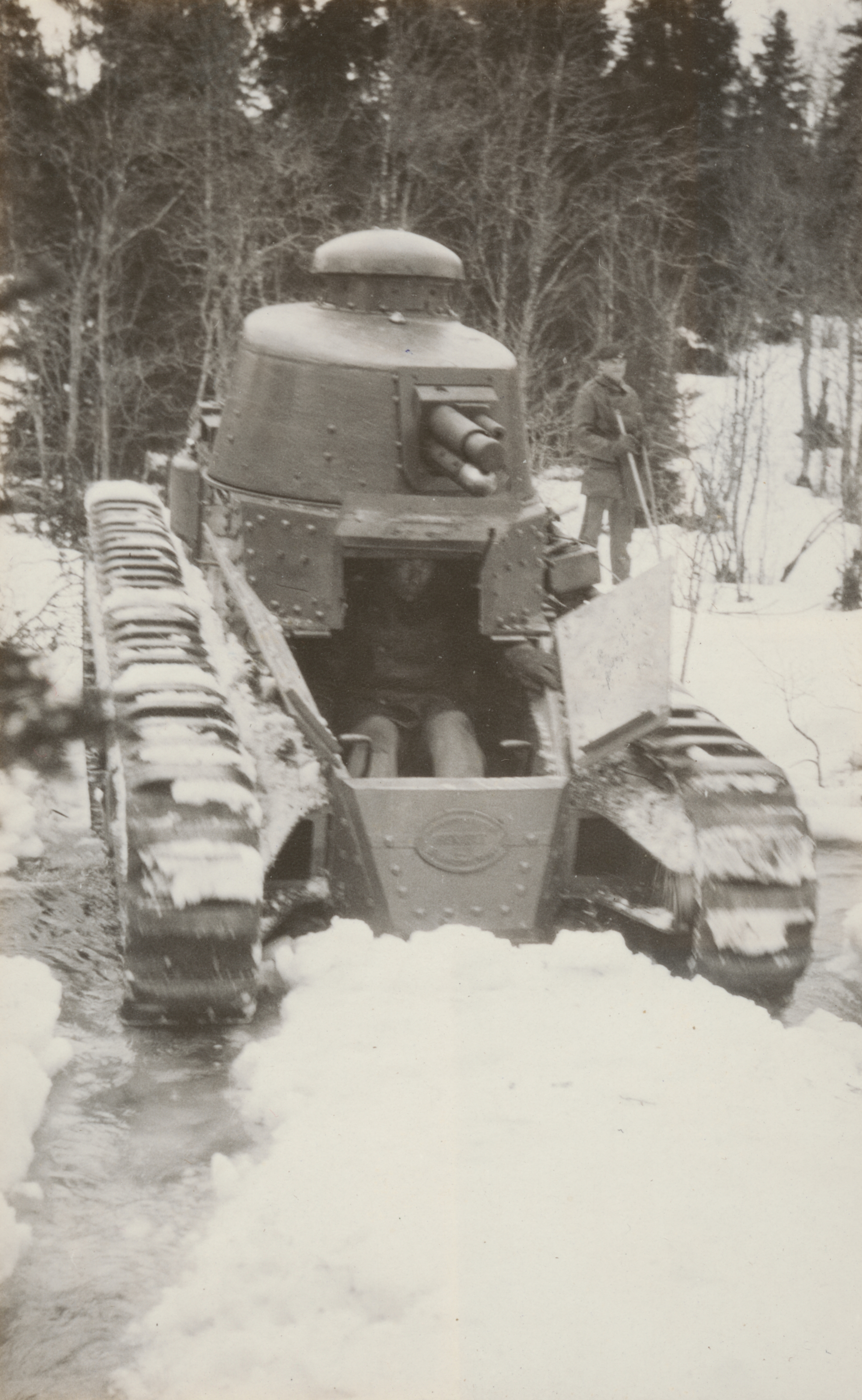
Försök i vinterterräng
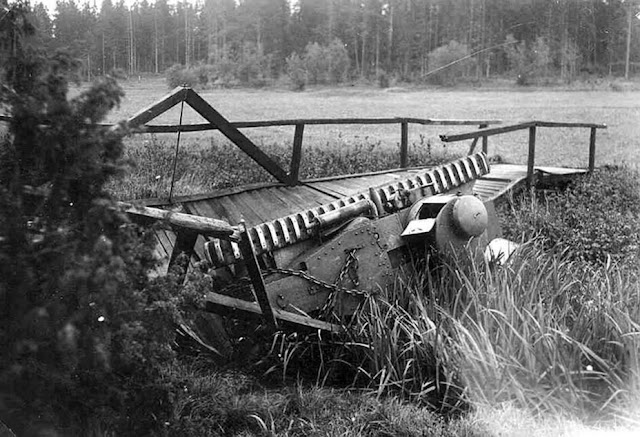
Misslyckat broförsök

Stridsvagnen dömdes ut och kom i stället att förses med radioutrustning och användas kommunikationsförsök. Stridsvagn fm/28 kom att användas vid grundläggande förarutbildning vid Göta Livgardes stridsvagnsbataljon in på 1930-talet.